# Albino (Lombardei)
Albino ist eine italienische Gemeinde (comune) mit 17.492 Einwohnern (Stand 31. Dezember 2023) in der Provinz Bergamo in der Region Lombardei.

## Geographie
Die Nachbargemeinden sind Aviatico, Borgo di Terzo, Casazza, Cenate Sopra, Cene, Gaverina Terme, Gazzaniga, Luzzana, Nembro, Pradalunga, Selvino, Trescore Balneario und Vigano San Martino.

## Sehenswürdigkeiten
- Pfarrkirche San Giuliano, gegründet im Jahre 898. Der 1497 erbaute Glockenturm wurde von Cosimo Fanzago entworfen.
- Kloster San Bartolomeo, im 12. Jahrhundert im lombardisch-gotischen Stile erbaut. Es enthält Fresken, die von einer Renovierung im 16. Jahrhundert stammen.
- Kirche Santa Maria della Concezione (spätes 15. Jahrhundert), auch Madonna del lupo genannt
- Zisterzienserabtei San Benedetto in Vallalta im Ortsteil Abbazia
- Casa della Misericordia von 1570 mit Fresken von Giovan Battista Moroni
- Casa Solari (16. Jahrhundert)

## Verkehr
Albino liegt an der Straße SS 671 durch das Serio-Tal. Es ist mit Bergamo durch die Stadtbahn Bergamo–Albino verbunden. Es ist der Ausgangspunkt der Seilbahn Albino–Selvino zu den höher gelegenen Nachbarorten Selvino und Aviatico.

## Persönlichkeiten
- Pierina Morosini (1931–1957), Selige der römisch-katholischen Kirche
- Ivano Camozzi (* 1962), Skirennläufer